# Oleshki (Jersón)
Oleshki (en ucraniano: Олешки, romanizado: Oleshky; en ruso: Алёшки, romanizado: Alioshki) es una ciudad ucraniana perteneciente al óblast de Jersón. Situada en el sur del país, forma es parte del raión de Jersón y centro del municipio (hromada) de Oleshki.
La ciudad se encuentra ocupada por Rusia desde el 6 de marzo de 2022 en el marco de la invasión rusa de Ucrania.

## Geografía
Oleshki está situada en el margen izquierdo del Konka, un brazo del río Dniéper. Se sitúa a 20 km del centro de Jersón. 

### Clima
La ciudad está ubicada en una zona caracterizada por un clima continental húmedo con veranos cálidos. El mes más cálido es julio con una temperatura promedio de 22,9 °C. El mes más frío es enero, con una temperatura promedio de -1,7 °C. 

## Historia
Oleshki es la ciudad más antigua del óblast de Jersón y una de las más antiguas del sur de Ucrania. La ciudad de Oleshia se conoce desde el siglo XI, cuando formaba parte de rus de Kiev, pero el área en sí se conoce desde la antigüedad. Heródoto mencionó bosques escitas en la desembocadura del Dniéper en el siglo V a. C., que los eslavos llamaron "Oleshye" (de la palabra eslava para bosque). La ciudad, que apareció más tarde, tomó su nombre del área, y la forma posterior del nombre, Oleshky, también está relacionada.
En 1711-1728, Oleshki fue la capital del Sich de Zaporiyia bajo la protección del kanato de Crimea. En 1784, se estableció el asentamiento de Oleshki; en 1790, se convirtió en parte de Kinburn palanka de los Cosacos del mar Negro. En 1802, el asentamiento recibió el estatus de ciudad y se convirtió en la sede de un uyezd en la gobernación de Táurida. En 1876 el lugar recibió derechos de ciudad por primera vez.
En 1928, el asentamiento recibió el nombre de Tsiurupinsk  (en ucraniano: Цюрупинськ; en ruso: Цюрупинск) en honor al exministro de Comercio soviético y jefe de Gosplán Alexander Tsiurupa, quien nació en la ciudad. Después de que el lugar perdiera su estatus de ciudad, fue otorgado nuevamente en 1959.
Desde 1985, la ciudad está conectada por carretera con Jersón, gracias al puente de Antonivka sobre el Dniéper.
El 21 de noviembre de 2007, el ayuntamiento adoptó la resolución No.296 para restaurar el nombre de Oleshki. Los diputados del ayuntamiento y los consejos de distrito, así como los cosacos locales, escribieron una carta al entonces presidente Víktor Yúshchenko solicitando que se llevara a cabo la petición. Sin embargo, no fue hasta el 19 de mayo de 2016 que la Rada Suprema de Ucrania adoptó la resolución de cambiar el nombre de Tsiurupinsk a Oleshki y cumplir con la ley que prohíbe los nombres de origen comunista después de una campaña de 9 años por parte del consejo y los residentes de la ciudad.
Hasta el 18 de julio de 2020, Oleshki fue el centro del raión homónimo. El raión se abolió en julio de 2020 como parte de la reforma administrativa de Ucrania, que redujo el número de rayones del óblast de Jersón a cinco. El área del raión de Oleshki se fusionó con el raión de Jersón.
El 24 de febrero de 2022, Oleshki fue ocupada por las fuerzas rusas en la invasión rusa de Ucrania de 2022. El 14 de abril de 2022, las fuerzas rusas retiraron la bandera de Ucrania del ayuntamiento y la reemplazaron por una bandera rusa. El 6 de junio de 2023, se produjo la destrucción del embalse de Kajovka, acción atribuida al ejército ruso, lo cual llevó a la inundación de todos los alrededores de la desembocadura del río Dniéper.

## Demografía
La evolución de la población de Oleshki entre 1897 y 2021 fue la siguiente:
| 8999                                                          | 5152 | 4960 | 11 369 | 11 689 | 16 114 | 20 239 | 24 760 | 24 123 | 25 264 | 25 112 | 24 383 |
| (Fuente: Cities & Towns of Ukraine y UKRAINE: Größere Städte) |      |      |        |        |        |        |        |        |        |        |        |

Según el censo de 2001, el 78,4% de la población son ucranianos, el 18,4% son rusos y el resto de minorías son principalmente bielorrusos (0,8%). En cuanto al idioma, la lengua materna de la mayoría de los habitantes, el 67,95%, es el ruso; del 30,96% es el ucraniano.
Para 1897, la ciudad había crecido a 8.999 habitantes, incluidos 69,44% rusos, 21,68% ucranianos, 8,19% judíos, 0,33% polacos, 0,17% tártaros y 0,1% alemanes. En 1939, los ucranianos constituían el 82% de la población total de la ciudad, y en 1980, no más del 76%.

## Economía
La ciudad está ubicada cerca de las arenal de Oleshki, lo que hizo posible construir aquí una fábrica de mezclas de construcción en seco. El arenal de Oleshki es un componente ideal para tales mezclas, ya que contiene una gran cantidad de cuarzo en porcentaje.
Hay una fábrica de papel en Oleshki, el único lugar en Ucrania que produce papel para filtros de máquinas. La ciudad también tiene fábricas de mantequilla y vino y una fábrica de productos de metal, una fábrica de prendas de vestir, una piscifactoría de Jersón y la Estación de Investigación Nizhni Dnipro para la forestación de arenas y viticultura en arenas.

## Infraestructura

### Transporte
Oleshki está en la ruta europea 97 entre Jersón y Simferópol en la península de Crimea, que cruza el Dniéper al norte de Oleshki.  

## Galería

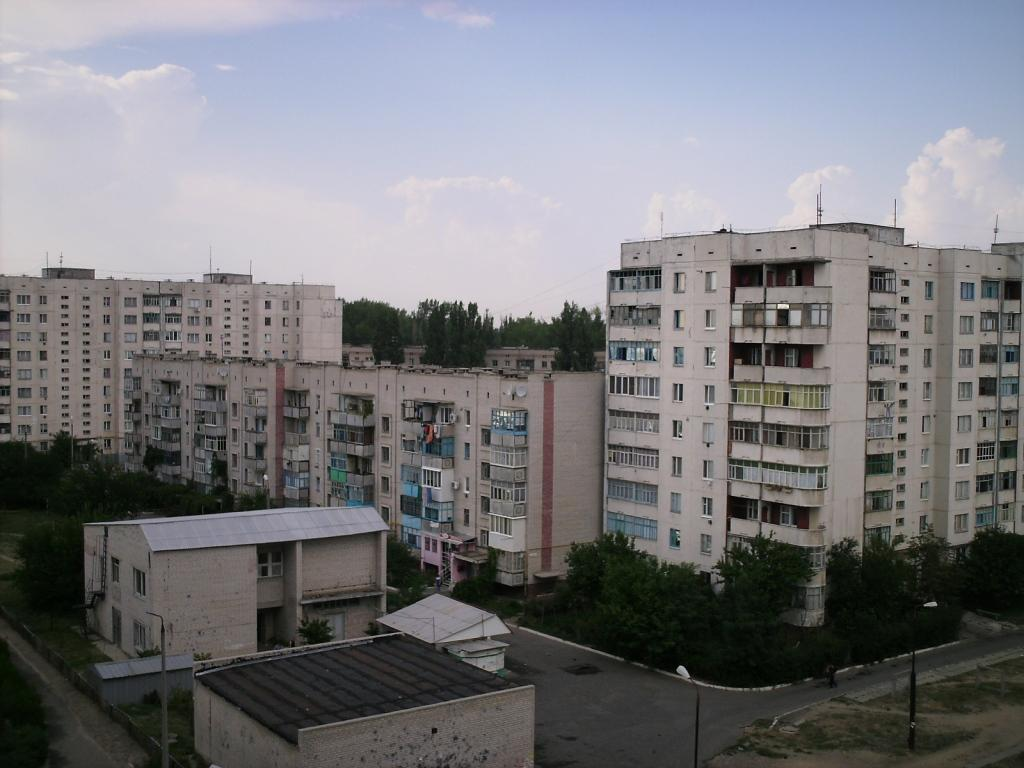
Edificios residenciales
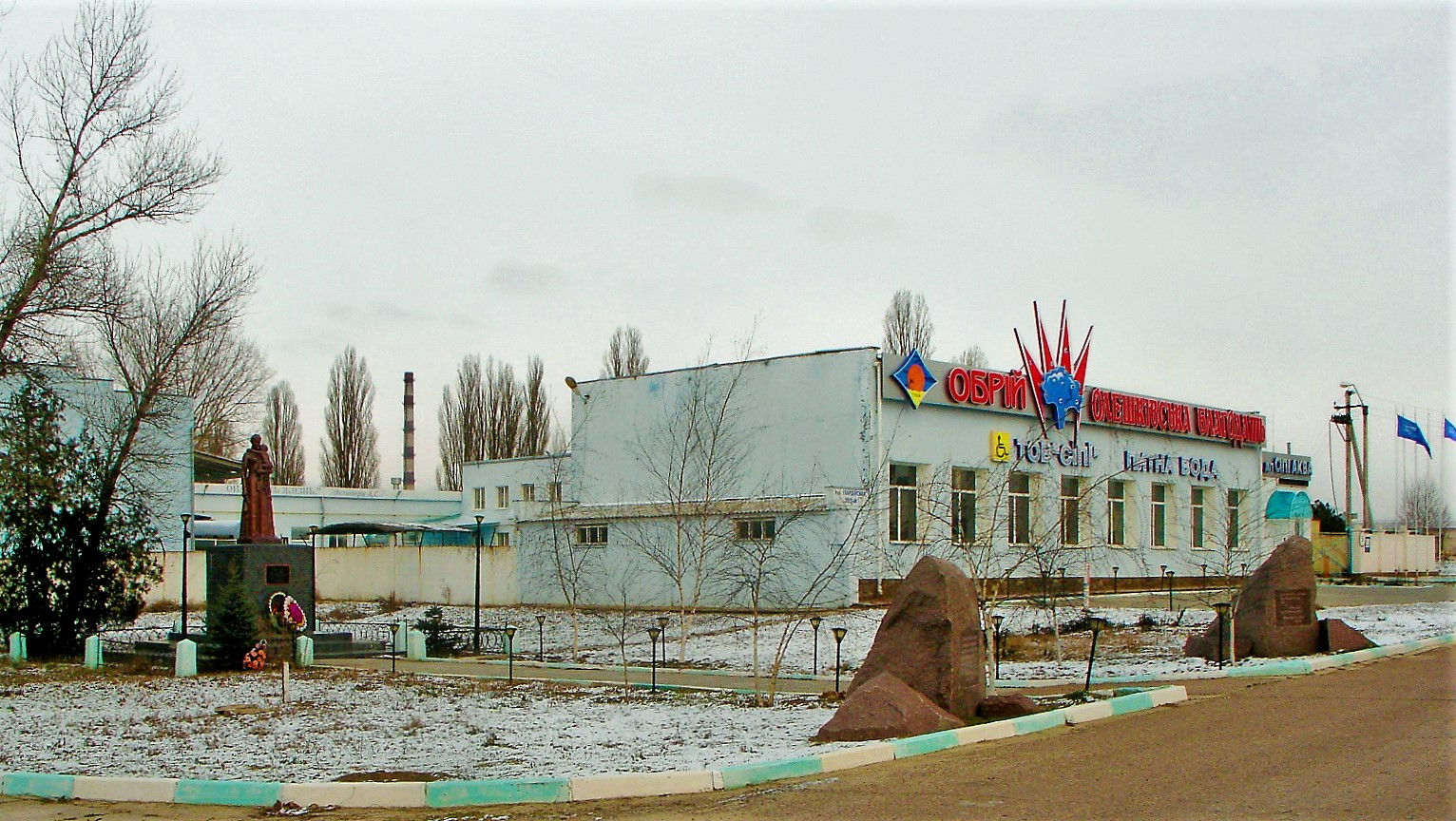
Planta de agua mineral
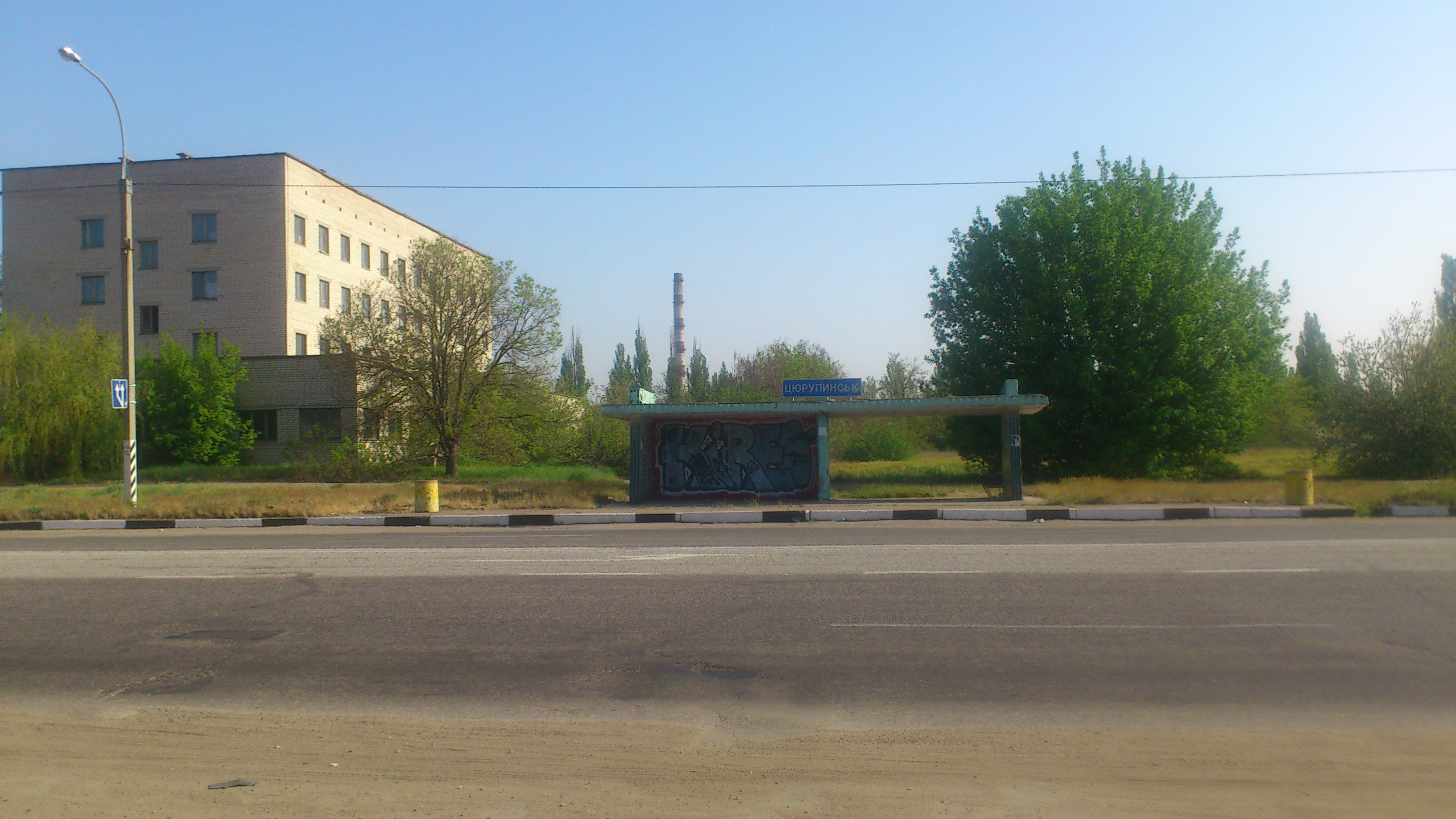
Carretera M14 a su paso por Oleshki